# Seth Peterson
Seth Peterson (født 16. august 1970) er en amerikansk skuespiller, bedst kendt for hans rolle som Robbie Hansen i tv-serien Providence.

## Biografi

### Opvækst
Peterson er født den 16. august 1970 i Harlem, New York, USA. I hans tidlige leveår, boede han skiftevis i Brooklyn og i Los Angeles. Hans far, George Kanouse, var high school-lærer i matematik i Brooklyn, mens hans mor, Cheryl Peterson, var skuespiller og optrådte på Colony Theatre i Echo Park, Californien. Peterson havde nydt sin tid i Californien, så meget, at efter han var færdig med high school, tog han til Hollywood. Peterson har en lillesøster, der også har begyndt sin skuespillerkarriere. 
Peterson brugte 10 år på at studere skuespilsmetoder og tog dramatimer, var med i lokale teaterforestillinger og arbejdede i en Human Resources Department-bank for at tjene nogle penge. Han tog senere en cold-reading class, hvor han fik et nyt og andet perspektiv i sit skuespil. 

### Karriere
I 1990'erne begyndte han at klatre op ad rangstigen, og var med som gæstemedvirkende i Beverly Hills 90210, Clueless og Profiler.
Peterson var også med i teenagekomedien Can't Hardly Wait fra 1998 i rollen som Keg Guy. I 1998, medvirkede han også i filmen The Sky's on Fire, som Jimmy.   
Andre roller inkluderer Hallmark Entertainments Movie of the Week: Hard Ground fra 2005, i rolle som Joshua McKay og han havde hovedrollen i Hate Crime fra 2005.
Peterson har været gæsteoptrædende i Burn Notice som tilbagevendende Nate i 2007 på USA Network.

### Privat
Seth Peterson blev den 20. maj 2001, gift med skuespillerinden Kylee Cochran. De mødtes under optagelserne til et afsnit af Providence, hvor Kylee skulle være gæstemedvirken, de har sammen en datter, Fenix Isabella (født 17. juli 2005) og de bor i Los Angeles, Californien.

### Trivia
Peterson samler på antikviteter fra 1950'erne, samler på James Bond -film, elsker King Kong, basketball, skak, svømning, guitar og Los Angeles Lakers. 

## Filmografi
| År        | Titel                          | Rolle           | Bemærkninger                         |
| --------- | ------------------------------ | --------------- | ------------------------------------ |
| 1996      | Beverly Hills 90210            | Mandlig student | Afsnittet: The Things We Do For Love |
| 1996      | Profiler                       | Kevin Monk      | Afsnittet: Ring of Fire              |
| 1997      | Viper                          | Robbie          | Afsnittet: Breaking on Thunder Road  |
| 1997      | Clueless                       | David Wright    | Afsnittet: Mr. Wright                |
| 1998      | The Sky's On Fire              | Jimmy           | Tv-film                              |
| 1998      | Profiler                       | Scott Porter    | Afsnittet: Breaking Point            |
| 1998      | Godzilla                       | Apachepilot     |                                      |
| 1998      | Can't Hardly Wait              | Keg Guy         |                                      |
| 1998      | Captured                       | Buddy           |                                      |
| 1999-2002 | Providence                     | Robbie Hanson   | Tv-serie                             |
| 2003      | Hard Ground                    | Joshua McKay    |                                      |
| 2003      | Shotgun                        | Ace             |                                      |
| 2003      | Heksene fra Warren Manor       | Derek           | Afsnittet: Little Monsters           |
| 2004      | Faded                          | Andrew          |                                      |
| 2004      | Spoonaur                       | Mr. Crow        |                                      |
| 2005      | Hate Crime                     | Robbie Levinson |                                      |
| 2005      | As Seen On TV                  | Kevin           |                                      |
| 2006      | Deadwood                       | Biroller        | 2 episoder                           |
| 2006      | CSI: Crime Scene Investigation | Perry Haber     | Afsnittet: Burn Out                  |
| 2007      | The Shield                     | Mason Heller    | Afsnittet: Recoil                    |
| 2007      | Burn Notice                    | Nate Westen     | 4 episoder i serien                  |
| 2007      | CSI:NY                         | Henry Willens   | Afsnittet: Boo                       |

## Eksterne links
- Seth Peterson på Internet Movie Database (engelsk)
- Seth Peterson på AlloCiné (fransk)
- Seth Peterson på AllMovie (engelsk)
- Seth Peterson på The Movie Database (engelsk)
- Hjemmeside